# Saint-Germain-Terrasse

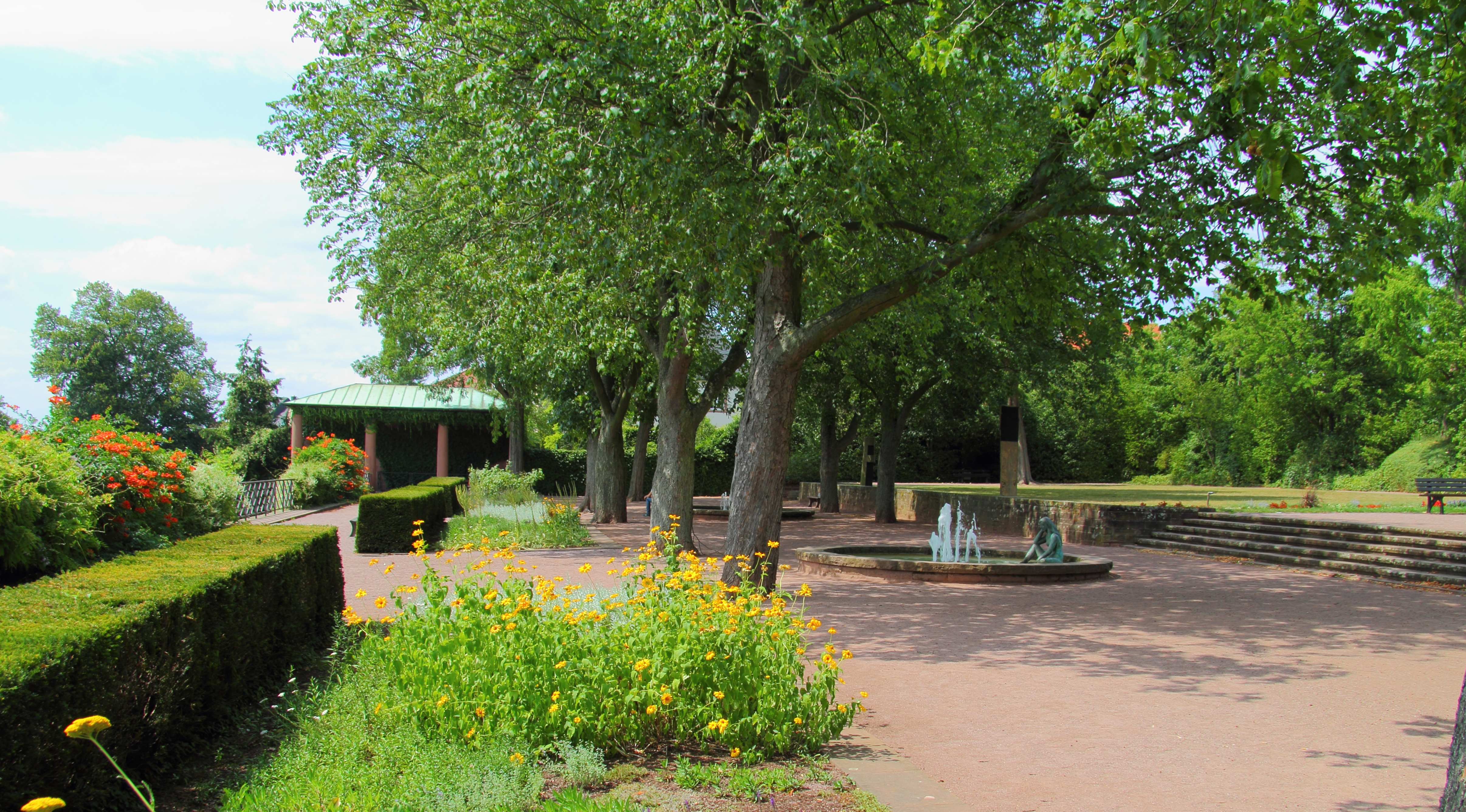
Terrasse im Überblick

Die Saint-Germain-Terrasse in Aschaffenburg ist ein öffentlicher Garten mit modernen Skulpturen oberhalb des Mainufers. Die Anlage ist eine Erweiterung des Hofgartens des Schlosses Johannisburg und hat einen direkten Zugang von der Gartenanlage um das Pompejanum, aber auch von außen über die Ziegelbergstraße.
Die Terrasse wird gestützt von einer Mauer, an deren Unterseite ein Brunnen mit drei Wasserspeiern angebracht ist. Von der Terrasse führt eine überdachte Treppe dort hinunter. Unterhalb des Brunnens befindet sich ein Weinberg.

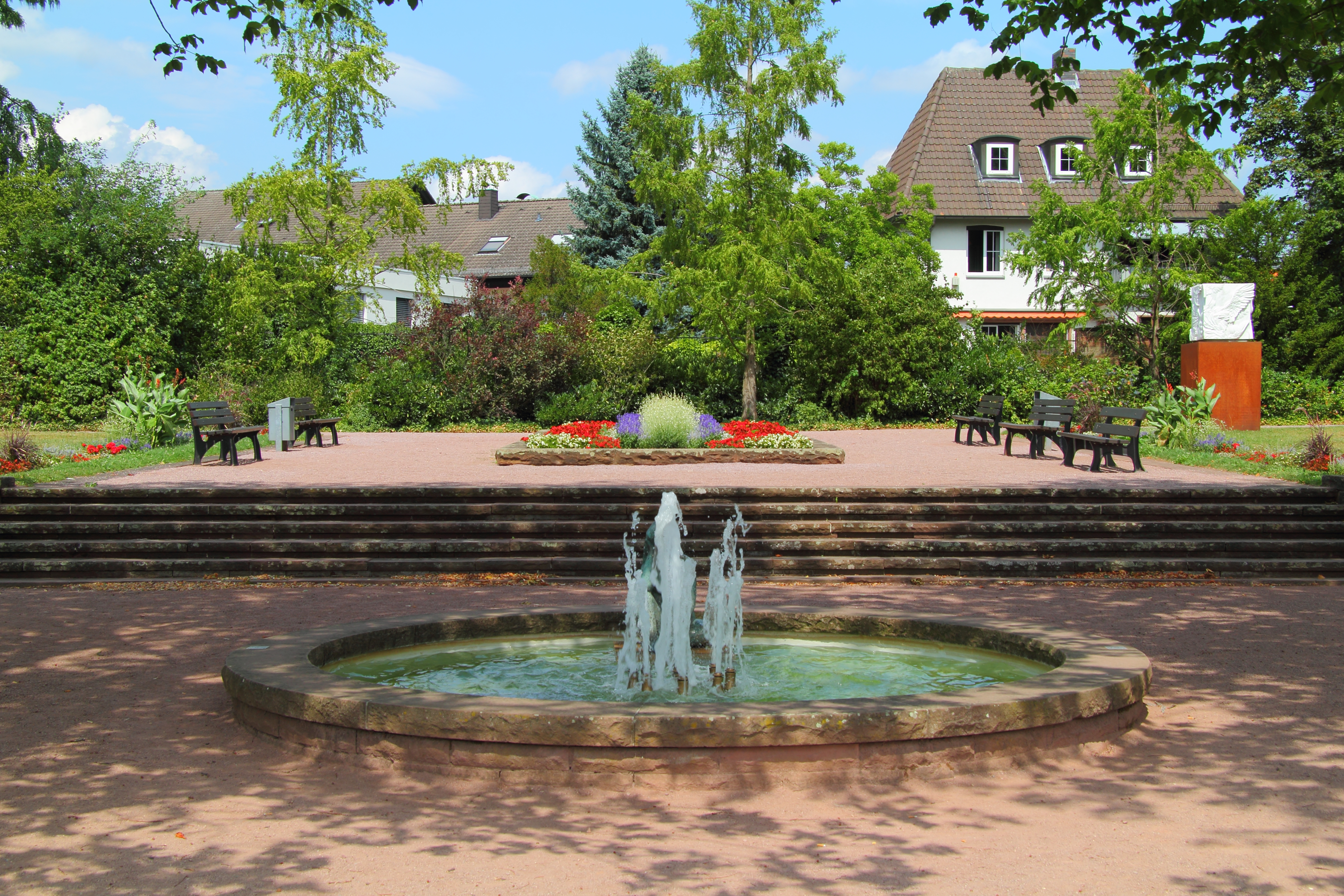
Brunnen auf der Terrasse
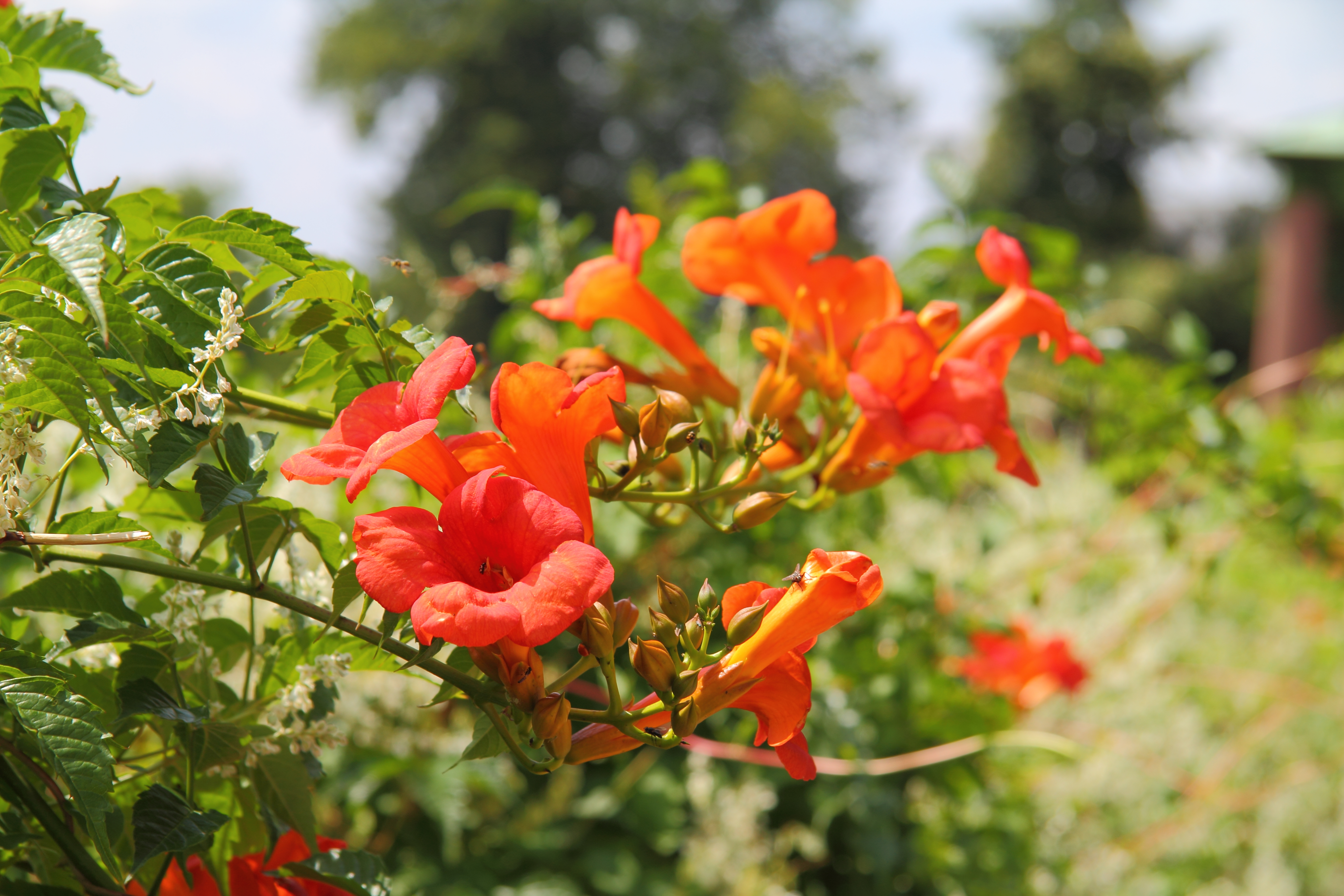
Saint-Germain-Terrasse mit Trompetenblumen
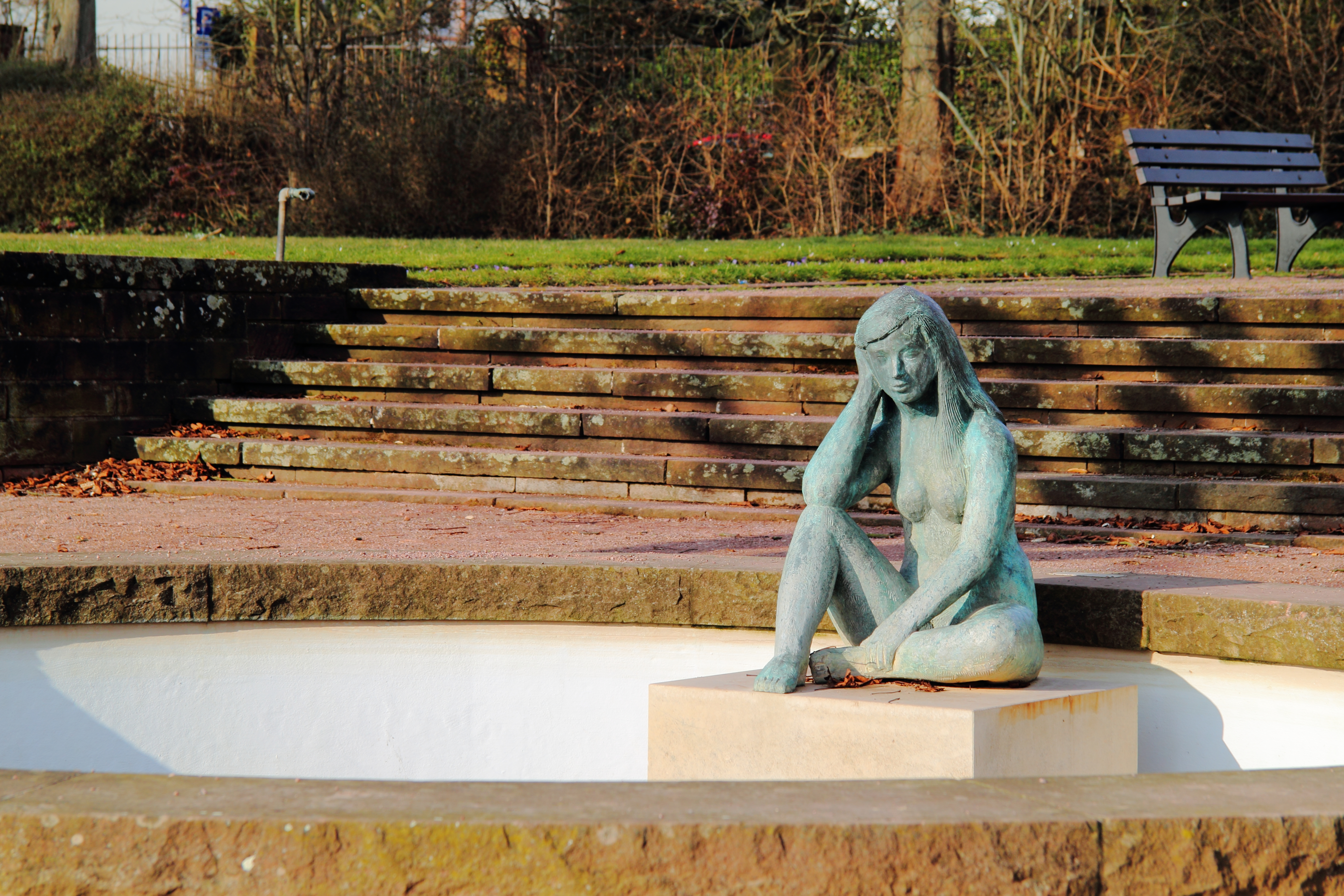
Saint-Germain-Terrasse, Statue „Sinnende“ von Ursula Ullrich-Jacobi, 2003
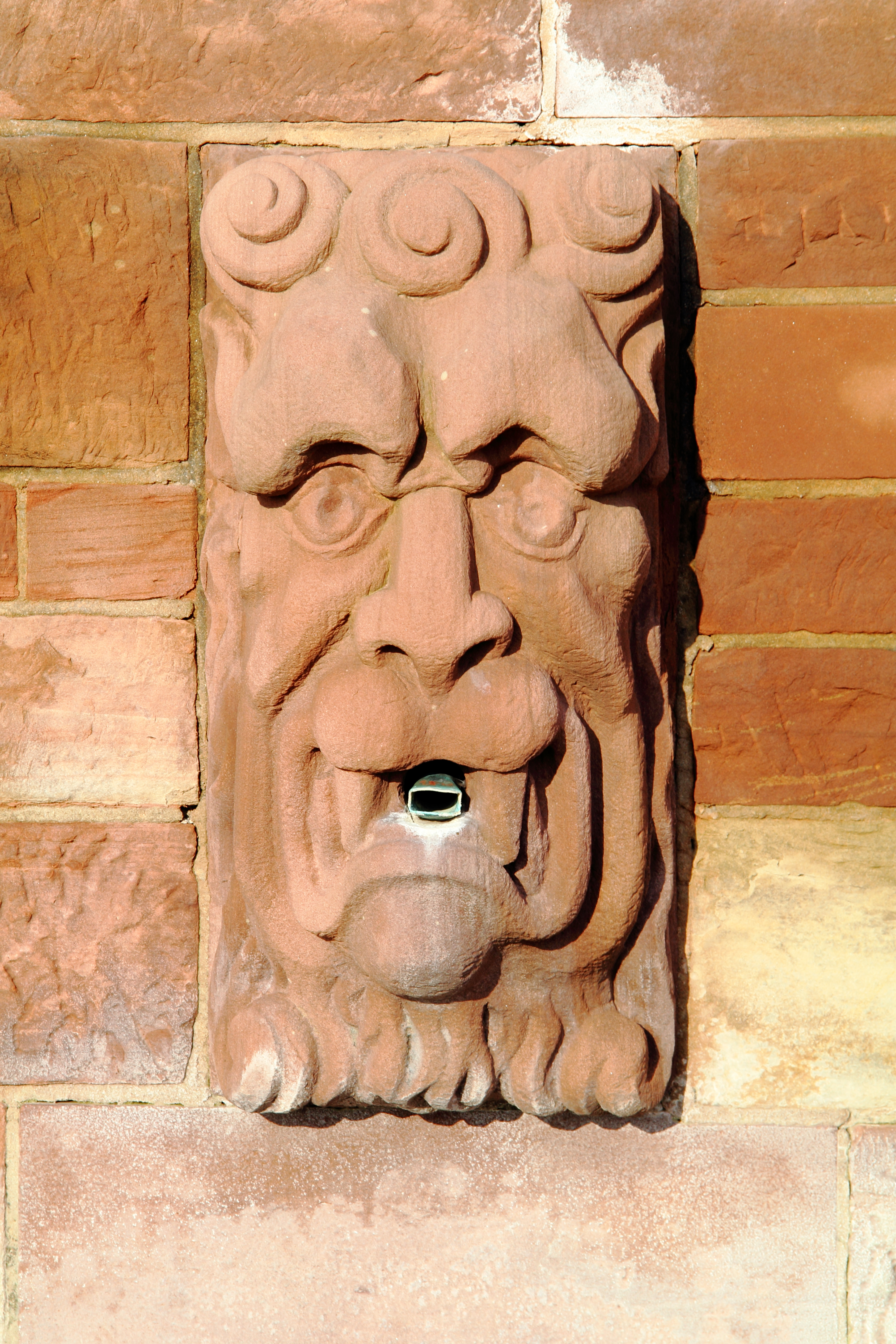
Wasserspeier an einem Brunnen unter der St.-Germain-Terrasse im Hofgarten von Schloss Johannisburg
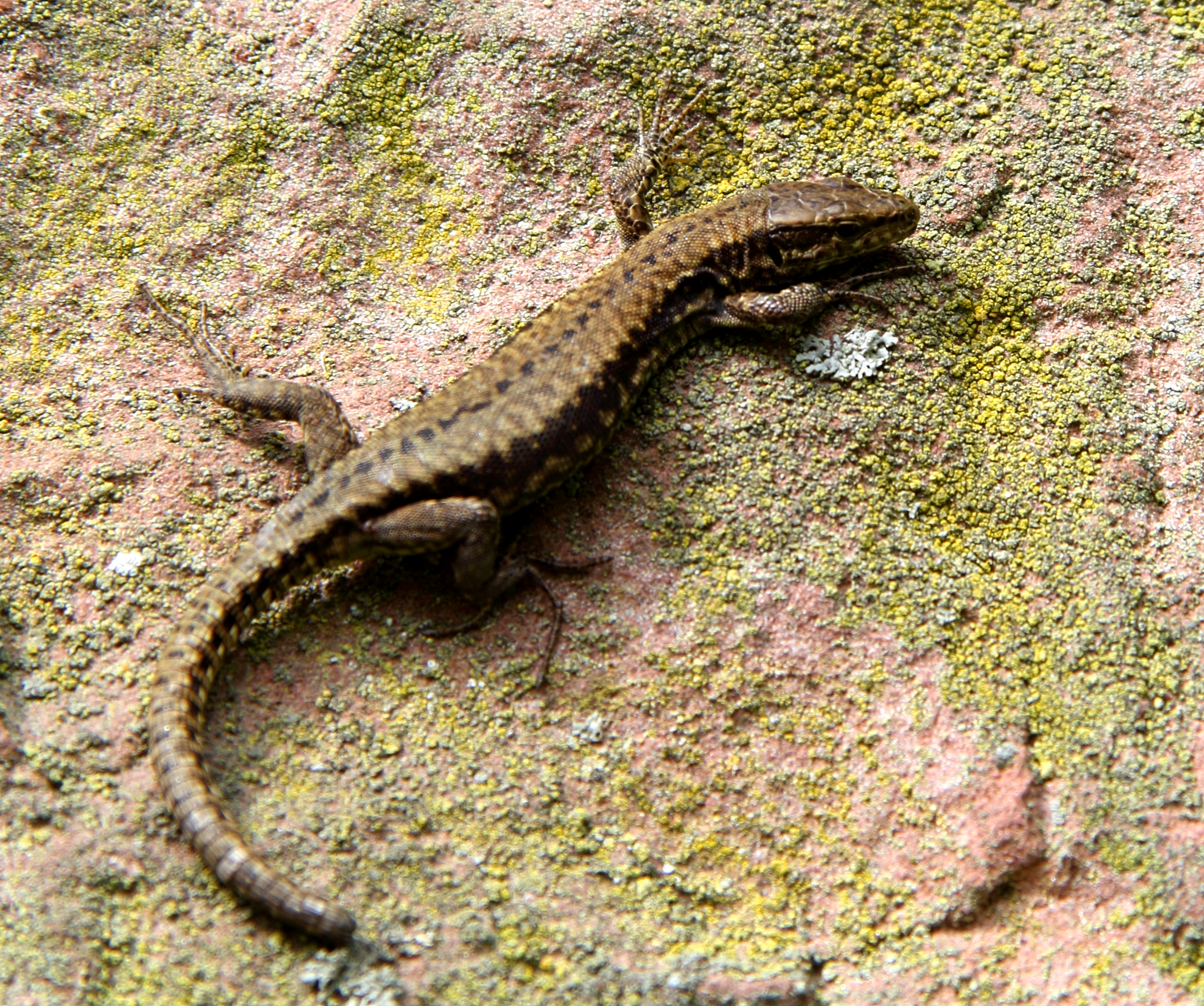
Eidechse an einer Mauer unterhalb der Saint-Germain-Terrasse

Rund um das Pompejanum, das einen Nachbau einer Villa aus der römischen Stadt Pompeji darstellt, werden vorzugsweise Mittelmeer-Pflanzen gehalten, teilweise im Freiland, teilweise in Kübeln, die im Winter entfernt werden können. So soll das südliche Flair der Anlage unterstützt werden. Als um die Mitte der 1960er Jahre die Anlage auf Initiative der Stadtverwaltung um die Terrasse erweitert wurde, wurde dieses Konzept auch hier fortgeführt. Heute wachsen hier Agaven, Feigen und Wein. Pyramidenpappeln stehen statt der nicht winterharten Zypressen, Kiefern statt der Pinien. Am Geländer über der Stützmauer wachsen Trompetenblumen (Campsis). In der Stützmauer der Terrasse befindet sich seit Jahrzehnten ein stabile Population von Mauereidechsen, die dort von Menschen ausgesetzt worden sind.
Die Terrasse hat ihren Namen von der französischen Partnerstadt Aschaffenburgs, Saint-Germain-en-Laye, wo der berühmte Gartenkünstler André Le Nôtre (1613–1700) im 17. Jahrhundert eine mächtige Terrasse über der Seine errichtet hatte.